# Проценко, Александр Фёдорович
Александр Фёдорович Проценко — советский хозяйственный, государственный и политический деятель.

## Биография
Родился в 1906 году. Член ВКП(б) с 1932 года.
С 1920 года — на хозяйственной, общественной и политической работе. В 1920—1946 гг. — слесарь, помощник машиниста, машинист паровозного депо, начальник паровозного депо станции Краснодар, секретарь Краснодарского горкома ВКП(б) по промышленности и транспорту, третий секретарь Краснодарского горкома ВКП(б).
Избирался депутатом Верховного Совета СССР 1-го созыва.